# كيرلس الثامن جحا
كيرلس الثامن جحا (11 يناير 1916- 26 نوفمبر 1840) بطريرك كنيسة الروم الملكيين الكاثوليك من 1902 حتى 1916. وكان آخر بطريرك الملكيين الكاثوليك في العصر العثماني.

## حياته
ولد كيرلس في حلب بسوريا عام 1840، وقد كرسه البطريرك غريغوريوس الثاني يوسف رئيس أساقفة حلب الملكيين الكاثوليك في 3 مايو 1885. في 29 يونيو 1902 أصبح بطريركًا على كنيسة الروم الملكيين الكاثوليك.
في عام 1909 عقد كيرلس مجمعًا كنسيًا في عين تراز لتطوير التشريعات للكنيسة الملكية. ومع ذلك، فشل عمل السينودس في الحصول على مواقفة من البابا بيوس العاشر، الذي لم يحقق رغبة سلفه، البابا لاون الثالث عشر، بتعزيز الحقوق والامتيازات التقليدية للكنائس الشرقية.
بعد وفاة كيرلس عام 1916، كان الكرسي البطريركي شاغراً حتى انتخاب ديميتريوس قاضي عام 1919.

## وصلات خارجية
- بطريركية الروم الملكيين الكاثوليك في أنطاكية والإسكندرية والقدس
- ليجليز ملكيت / الكنيسة الملكية.
- خاتم الويب الملكيين الكاثوليك.
- تاريخ واسع للكنيسة الملكيين
- التسلسل الهرمي الكاثوليكي

## ملحوظات
1. ↑  Descy (1993), p. 66
2. ↑  Descy (1993), pp. 64–67
3. ↑  Dick (2004), p. 39